# Johannes Bochmann (Politiker)

Johannes Bochmann

Johannes Ehrhard Bochmann (* 24. Juni 1899 in Hohndorf, Amtshauptmannschaft Chemnitz, Königreich Sachsen; † 21. Februar 1977 in Kaiserslautern) war ein deutscher Politiker (NSDAP) und SA-Führer.

## Leben und Wirken
Von 1905 bis 1913 besuchte Bochmann die Volksschule. Anschließend absolvierte er die kaufmännische Lehre. Ergänzend dazu besuchte er die Handelsschule. Von 1916 bis 1918 arbeitete Bochmann im Steinkohlenbergbau und dann bis 1932 als Bankkaufmann.
Im September 1925 trat Bochmann in die SA ein, in der Anfang 1942 zum SA-Standartenführer und zum 20. April 1944 zum SA-Brigadeführer befördert wurde. Zum 8. Juli 1926 trat er der NSDAP bei (Mitgliedsnummer 40.111) und war von Juli 1926 bis März 1934 Ortsgruppenleiter. Im Juni 1933 wurde er in das hauptamtliche Dienstverhältnis der NSDAP übernommen und war ab Frühjahr 1934 bis 1945 Kreisleiter in Rochlitz. Ab April 1942 war er als Oberbereichsleiter der Partei tätig. Von 1930 bis März 1934 war er Stadtverordneter, dann Stadtrat, Bezirkstags- und Kreisausschussmitglied.
Bochmann trat am 10. November 1939 im Nachrückverfahren für den Abgeordneten Franz Pillmayer als Abgeordneter in den nationalsozialistischen Reichstag ein, in dem er bis zum Ende der NS-Herrschaft im Frühjahr 1945 den Wahlkreis 30 (Chemnitz-Zwickau) vertrat.
Nach Ende des Zweiten Weltkrieges lebte Bochmann als kaufmännischer Angestellter in Kaiserslautern, wo er 1977 starb.

## Ehe und Familie
Bochmann war mit Elfriede Marga, geb. Agstem (* 11. August 1903 in Cannewitz bei Grimma; † 23. Februar 1979 in Kaiserslautern) verheiratet.